# حسیبه (فیلم)
حسیبه (به عربی: حسيبة) یک فیلم درام سوری به کارگردانی رایموند بتروس است. داستان فیلم دهه ۱۹۳۰ در در دمشق را نشان می‌دهد که با درون‌مایه اجتماعی و سیاسی در پس‌زمینه خود به موضوع اهداف فرانسه در سوریه می‌پردازد.